# Chrysopa sogdianica
Chrysopa sogdianica is een insect uit de familie van de gaasvliegen (Chrysopidae), die tot de orde netvleugeligen (Neuroptera) behoort. 
Chrysopa sogdianica is voor het eerst wetenschappelijk beschreven door McLachlan in Fedchenko in 1875.